# U kancelariji (američka TV serija)
U kancelariji (енгл. The Office) je američka humoristička serija koja se emitovala na En-Bi-Si-ju od 2005. do 2013. godine. Bazirana je na istoimenoj britanskoj seriji, a za američku adaptaciju bio je zadužen Greg Danijels. Tvorci britanske verzije, Riki Džervejs i Stiven Merčant, ujedno su i izvršni producenti američke verzije.
Radnja prati svakodnevicu zaposlenih u jednom od ogranaka izmišljene kompanije Dander Miflin koja se bavi prodajom papira. Glavni lik u seriji je Majkl Skot, regionalni menadžer ogranka kompanije u Skrantonu, koga u prvih sedam sezona igra Stiv Karel. Ostatak glumačke ekipe čine Rejn Vilson, Džon Krasinski, Džena Fišer, B. Dž. Novak i Ed Helms.
Serija U kancelariji bila je nominovana za 47 nagrada Emi, od kojih je osvojila 5. Takođe bila je nominovana za 9 Zlatnih globusa, od kojih je osvojila jednog - u kategoriji Najbolji glumac u TV seriji (mjuzikl ili komedija). Imala je 13 nominacija za Nagradu udruženja glumaca i osvojila je 2 u kategoriji Najbolja glumačka postava u humorističkoj seriji.

## Radnja
Regionalni menadžer Majkl Skot je sredovečni neženja i centralni lik serije. Majkl je nepokolebljivi entuzijasta koji veruje da je glavni šaljivdžija u kancelariji, izvor profesionalne mudrosti i najbolji prijatelj sa svima. On ni ne pretpostavlja da njegove kolege tolerišu njegovo nepodnošljivo ponašanje samo zato što im on potpisuje plate. Iako iz sve snage želi da ga radnici prihvate i da bude slika i prilika dobrog šefa, Majklovi pokušaji su ipak najčešće smešni. Njegova šolja za kafu na kojoj piše „najbolji šef na svetu”, koju je kupio sam sebi, najvrednija mu je relikvija.
Pem Bizli je razumna i prijateljski nastrojena sekretarica koja najviše trpi zbog Majklovog pristupa poslu. Svetle tačke Peminog dana su razgovori koje vodi sa Džimom Halpertom, prijatnim službenikom iz sektora prodaje koji, bez obzira na to što je sposoban i šarmantan, ostaje u ovoj kancelariji zbog odnosa koji ima sa kolegama. Džim svoj prostor deli sa Dvajtom Šrutom, arogantnim asistentom regionalnog menadžera. Dvajt je izuzetno iritantan i zato Džim veći deo vremena provodi smišljajući nove načine da ga izludi. Njihov kolega je i Rajan Hauard bistar mladić, bivši pripravnik, koji je brzo shvatio kako se zapravo posluje u ovoj firmi, uprkos Majklovim pokušajima da promeni stanje stvari.

## Uloge
| Glumac              | Uloga              |
| ------------------- | ------------------ |
| Stiv Karel          | Majkl Skot         |
| Rejn Vilson         | Dvajt Šrut         |
| Džon Krasinski      | Džim Halpert       |
| Džena Fišer         | Pem Bizli          |
| B. Dž. Novak        | Rajan Hauard       |
| Ed Helms            | Endi Bernard       |
| Lesli Dejvid Bejker | Stenli Hadson      |
| Brajan Baumgartner  | Kevin Malon        |
| Andžela Kinsi       | Andžela Martin     |
| Filis Smit          | Filis Vans         |
| Kejt Flaneri        | Meridit Palmer     |
| Krid Braton         | Krid Braton        |
| Oskar Nunjez        | Oskar Martinez     |
| Mindi Kaling        | Keli Kapur         |
| Pol Liberstin       | Tobi Flenderson    |
| Krejg Robinson      | Deril Filbin       |
| Eli Kemper          | Erin Hanon         |
| Melora Hardin       | Džen Levinson      |
| Dejvid Denman       | Roj Anderson       |
| Rašida Džouns       | Karen Filipeli     |
| Endi Bakli          | Dejvid Volas       |
| Zak Vuds            | Gejb Luis          |
| Ejmi Rajan          | Holi Flaks         |
| Džejms Spejder      | Robert Kalifornija |
| Ketrin Tejt         | Neli Bertram       |
| Klark Djuk          | Klark Grin         |
| Džejk Lasi          | Pit Miler          |

## Epizode
| Sezona | Sezona | Epizode | Epizode | Originalno emitovanje | Originalno emitovanje | Rang | Prosek gledaoca (u milionima) |
| Sezona | Sezona | Epizode | Epizode | Premijera             | Finale                | Rang | Prosek gledaoca (u milionima) |
| ------ | ------ | ------- | ------- | --------------------- | --------------------- | ---- | ----------------------------- |
|        | 1.     | 6       | 6       | 24. mart 2005         | 26. april 2005        | 102  | 5,4                           |
|        | 2.     | 22      | 22      | 20. septembar 2005    | 11. maj 2006          | 67   | 8,0                           |
|        | 3.     | 25      | 25      | 21. septembar 2006    | 17. maj 2007          | 68   | 8,3                           |
|        | 4.     | 19      | 19      | 27. septembar 2007    | 15. maj 2008          | 77   | 8,9                           |
|        | 5.     | 28      | 28      | 25. septembar 2008    | 14. maj 2009          | 52   | 9,0                           |
|        | 6.     | 26      | 26      | 17. septembar 2009    | 20. maj 2010          | 52   | 7,8                           |
|        | 7.     | 26      | 26      | 23. septembar 2010    | 19. maj 2011          | 53   | 7,7                           |
|        | 8.     | 24      | 24      | 22. septembar 2011    | 10. maj 2012          | 87   | 6,5                           |
|        | 9.     | 25      | 25      | 20. septembar 2012    | 16. maj 2013          | 94   | 5,1                           |

## Spoljašnje veze
- U kancelariji на веб-сајту  (језик: енглески)